# Topoxté
Topoxté es un yacimiento arqueológico maya precolombino localizado en Petén, en el norte de Guatemala. El yacimiento tiene una larga historia de ocupación que se remonta al periodo préclásico medio. Fue la capital política de los mayas Ko'woj, y una de las mayores (por su tamaño) ciudades mayas del posclásico en la región. Topoxté se encuentra en una isla, en la Laguna Yaxhá, muy cerca del importante yacimiento arqueológico de Yaxhá.Topoxté fue un sitio importante en el Posclásico y tenía estrechos vínculos con la ciudad de Mayapán en el norte de la península de Yucatán, estaba fortificado y probablemente sirvió como un nexo importante en las rutas comerciales entre las tierras altas mayas y Yucatán. Además de los fuertes lazos con Mayapán, existen sorprendentes similitudes con los sitios del grupo Tulum , lo que indica que estos sitios pertenecen a la misma tradición cultural específica, el estilo cerámico de Topoxté era muy similar a la cerámica de Tikal y Uaxactún. En el Período Clásico, Topoxté era parte del sistema político de Yaxhá.
Topoxté recibió el nombre del arqueólogo y mayista Teobert Maler, el año de 1904; a partir de su significado en idioma maya "semilla del árbol de Ramón". No hay registro previo de este nombre, tratándose de un árbol forrajero importante para los mayas por el uso frecuente que hacen de sus hojas y semillas como complemento alimentario. Anteriormente a esta denominación, el sitio se conoció como Islapag, según refiere en 1831 Juan Galindo en un reporte científico.
Se dice que este sitio fue habitado por personas de muy baja estatura, ya que el tamaño de las estructuras es sumamente bajo para una persona de altura promedio.

## Localización

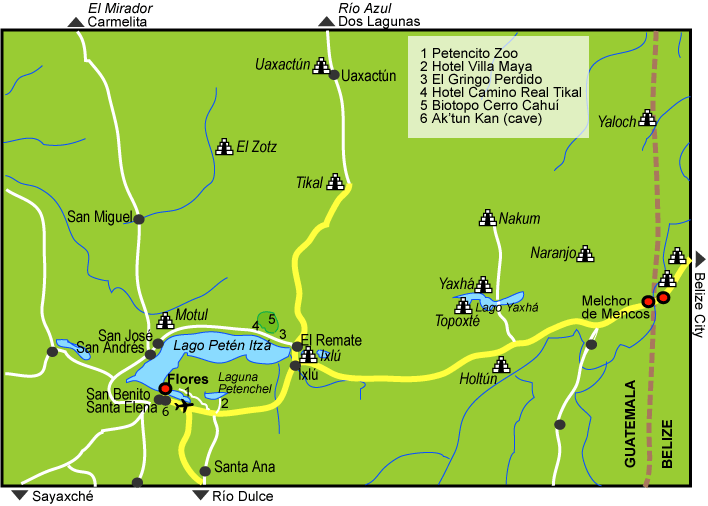
Ubicación de Topoxté con respecto de otros sitios mayas en el Petén occidental.

Topoxté ocupa cinco de un conjunto de seis islas en el extremo oeste del lago Yaxhá en el municipio de Flores, en el departamento de Petén. Debido a las fluctuaciones del nivel del agua del lago, las islas pueden ocasionalmente quedar unidas.
La ocupación principal se dio en tres de las islas llamadas Topoxté, Canté y Paxté. Cuando el nivel del agua era mayor, el lago ha estado conectado con otra laguna llamada Sacnab, que se encuentra hacia el este. Tres lagunas menores existen también hacia el oeste: Chompoxté, Colorada y Coloradita.
La isla de Topoxté se ubica a una altitud de 168 msnmm. Está formada de roca calcárea con su mayor elevación en la porción norte de la isla, con una pendiente ligera hacia el sur.
La población actual más cercana es Flores, la capital del departamento, que se encuentra 52 km al oeste. Topoxté está a 29 km al oeste de la frontera con Belice y aproximadamente 80 km al sur de México. Otra referencia es que se encuentra a 28 km al noroeste de Zacpetén, otro yacimiento maya Ko'woj.

## Historia
El sitio fue ocupado desde el periodo preclásico medio hasta el posclásico tardío. La población del sitio utilizó para la fabricación de diversos utensilios obsidiana de Ixtepeque, a partir del periodo clásico terminal.
La ciudad se abandonó durante el colapso maya del periodo clásico (ca. 900 d. C.) y fue vuelta a ser ocupada durante el posclásico hacia el año 1100. Es posible que haya sido definitivamente abandonada alrededor de 1450, aunque no hay certidumbre de este hecho.

## El sitio arqueológico
La ciudad precolombina se encontraba dispersa en tres islas: Topoxté, Canté y Paxté, en la parte suroeste del lago Yaxhá, siendo Topoxté, la mayor de ellas. Las tres islas estaban densamente pobladas y todas las construcciones, con excepción de aquellas dedicadas al ceremonial, alineadas a la topografía del lugar.

### Isla Paxté
Es la menor de las tres islas con una superficie de ca. 3 ha. Se encuentra aproximadamente a 100 m de la isla Topoxté. Se han identificado 68 estructuras en Paxté, en su mayor parte plataformas rectangulares construidas con piedras calizas sin mayor elaboración, aparentemente desechos de construcciones domésticas previas. Hay dos grupos de edificios más grandes en la parte más elevada de la isla, alineados norte-sur, lo que los distingue de las otras construcciones que siguen la topografía de la isla. Excavaciones sugieren que Paxte estuvo ocupada del clásico tardío al posclásico.

### Isla Canté
Tiene una superficie de aproximadamente 6,5 ha, con una pendiente pronunciada en el lado este y otra de menor inclinación del lado oeste. Canté se encuentra al oeste de la Isla Paxté y contiene las ruinas de 142 estructuras. El grupo principal está erigido en torno a una plaza pero el resto de las estructuras siguen la topografía de la isla. Casi todas las construcciones son plataformas rectangulares de tamaño mediano. Como en el caso de Paxté, Canté parece haber sido ocupada del clásico tardío al posclásico. Sylvanus Morley encontró dos estelas esculpidas en 1914 y ambas fueron datadas en el periodo clásico tardío.

### Isla Topoxté

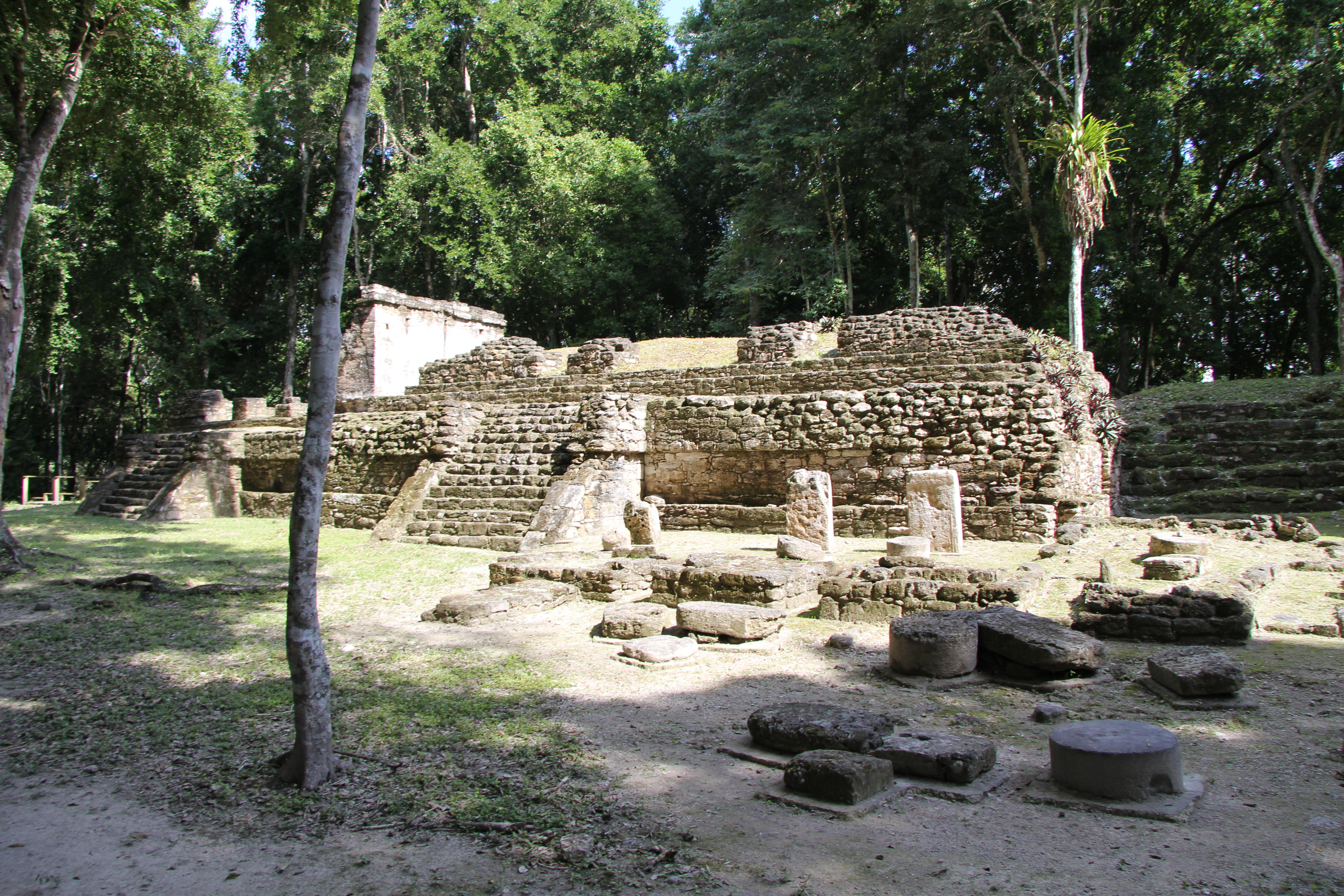

Mide aproximadamente 450 m de norte a sur por 400 m de este a oeste, con forma de media luna y una bahía en el lado poniente. Es la mayor de las tres islas y contiene las ruinas de ca. 100 estructuras mayas, así como el centro ceremonila principal del conjunto. Las principales estructuras están agrupadas en dos partes, al centro y al norte de la isla. Topoxté experimentó un auge constructivo en el posclásico que sugiere un incremento poblacional en esa época que se habría dado en paralelo a un incremento en la población de toda la región del lago Petén Itzá que respondió al colapso de Chichén Itzá en la Península de Yucatán. La arquitectura de carácter ceremonial de Topoxté incluye dos periodos principales en el posclásico y refleja el estilo de Zacpetén, sitio Ko'woj, y parece relacionado también con Mayapán.
Hay diez fases constructivas diferenciadas en los registros arqueológicos de Topoxté. Las primeras tres fases datan del preclásico. Hay tres grupos de estructuras en el yacimiento: dos plataformas de una altura de cinco metros y un área de más de cien estructuras de tipo residencial. La Plaza Central está limitada por tres templos construidos en el posclásico cuyo estilo asemeja al de Mayapán (paredes verticales, columnas y techos planos).
Las ruinas en la isla de Topoxté se desplantan a cerca de 4 m del nivel del lago, dando una indicación de que el agua tenía, en la época de la construcción de la ciudad en el posclásico, un nivel muy parecido al actual, o quizá un poco mayor. El sitio fue construido de manera similar al yacimiento de Tayasal en el Lago Petén Itzá, donde actualmente se encuentra la ciudad de Flores, con los edificios abiertos hacia el lago y la puesta de sol.
La Plaza Principal está construida en una plataforma artificial de aproximadamente 9 m de relleno. Es prácticamente rectangular, con una superficie de 1410 m². Abierta hacia el poniente y bordeada por el norte por el edificio denominado G; al sur por el edificio B y al este por las estructuras C, D y E. La mayoría de los monumentos de Topoxté están localizados en la esquina suroeste de la Plaza. Esta Plaza Principal era el punto focal de la actividad social del sitio. Se ha encontrado una ofrenda que data del preclásico medio frente al edificio E y otros vestigios de la misma época en niveles profundos frente al edificio D. La plaza, sin embargo, alcanzó su máxima dimensión hasta el periodo posclásico.